# Elektrische verplaatsing
De elektrische verplaatsing is een vectorgrootheid die een rol speelt in de elektromagnetische veldtheorie en ook in de Maxwellvergelijkingen een rol kan worden toegekend. Zij beschrijft de invloed van het elektrische veld {\displaystyle {\vec {E}}} op vrije en gebonden ladingen in het medium. 
De elektrische verplaatsing {\displaystyle {\vec {D}}} wordt gegeven door
{\displaystyle {\vec {D}}=\varepsilon _{0}{\vec {E}}+{\vec {P}}},
waarin {\displaystyle {\vec {E}}} het elektrische veld is, {\displaystyle \varepsilon _{0}} de permittiviteit in vacuüm en {\displaystyle {\vec {P}}} het elektrisch dipoolmoment per volume-eenheid.
In een lineair medium geldt
{\displaystyle {\vec {P}}=\chi _{e}\varepsilon _{0}{\vec {E}},}
waaruit volgt dat
{\displaystyle {\vec {D}}=\varepsilon _{0}{\vec {E}}+{\vec {P}}=\varepsilon _{0}(1+\chi _{e}){\vec {E}}\equiv \varepsilon _{0}\varepsilon _{r}{\vec {E}}}
waarbij {\displaystyle \chi _{e}} de elektrische susceptibiliteit van het medium is. Als er geen vrije of gebonden ladingen zijn, zoals in vacuüm, kunnen die niet bijdragen aan {\displaystyle {\vec {P}}}, zodat {\displaystyle {\vec {D}}} een minimale waarde heeft bij een gegeven elektrische veldsterkte.